# 小行星6214
小行星6214（英語：6214 Mikhailgrinev）是一颗围绕太阳公转的小行星。1971年9月26日，塔瑪拉·米哈伊洛夫那·斯米爾諾娃在克里米亚发现了此天体。
这颗小行星的绝对星等为260.8177792257708等。